# Síria nos Jogos Olímpicos de Verão de 1968
A Síria competiu nos Jogos Olímpicos de Verão de 1968, na Cidade do México, México. Foi a primeira vez em 20 anos que o país participou das Olimpíadas.